# Sangiaccato di Pakrac
Il sangiaccato di Pakrac (in croato Pakrački sandžak) noto anche come sangiaccato di Čazma, o sangiaccato di Cernica fu uno dei sangiaccati dell'Impero ottomano. Il capoluogo era all'inizio Čazma e in seguito venne spostato nei centri di Pakrac e Cernik nella Slavonia ottomana. Il sangiaccato venne fondato dopo la conquista ottomana della Slavonia a metà del XVI secolo.

## Sfondo
Gli ottomani conquistarono Pakrac nel 1543. Il suo territorio non fu immediatamente stabilito come sangiaccato separato. Fino al 1544 apparteneva inizialmente al kadiluk di Kobašu del sangiaccato di Bosnia. Nel 1544 gli ottomani stabilirono il kadiluk a Velika al quale fu ceduto questo territorio. Solo nella seconda metà del XVI secolo fondarono un kadiluk a Pakrac.

## Storia
Il sangiaccato di Pakrac fu fondato nel 1552 o nel 1557. Il suo primo capoluogo fu Čazma. Nel 1559 Čazma fu distrutta e la sede del sangiaccato fu trasferita a Pakrac. Il primo documento che fa riferimento al sangiaccato di Pakrac risale al 1565.: 195  Il primo sanjak-bey fu Ferhad-beg Desisalić-Vuković dell'Erzegovina. All'inizio il sangiaccato di Pakrac era compreso nell'Eyalet di Rumelia e dopo il 1580 nell'Eyalet di Bosnia; la sua frontiera occidentale era posta lungo il fiume Česma ma nel 1591 la frontiera si spostò e si stabilizzò più a est. Verso il confine croato e slavono gli ottomani insediarono numerosi valacchi cristiani, che già vivevano lì o che furono portati dai territori turchi (serbi) per vivere tra le loro guarnigioni di confine. A causa del numero considerevole di valacchi, varie parti del sangiaccato di Pakrac e del sangiaccato di Požega erano indicati come Mala Vlaška (tradotto in italiano Piccola Valacchia. Gli ottomani si stabilirono a Pakrac e nei suoi dintorni con i valacchi della Bosnia a metà del XVI secolo, mentre a Pakrac vivevano principalmente musulmani croati e bosniaci. Molti dei coloni musulmani erano di etnia turca, ma vi erano anche slavi del sud e albanesi islamizzati.
Secondo un esperto della seconda metà del XVI secolo, questo sangiaccato aveva 13 nahiya (distretti). Vennero fatti 15 defter (registri catastali) del sangiaccato di Pakrac, tutti nella seconda metà del XVI secolo. Il defter del 1563 menzionava che il capitano della regione intorno al fiume Sava era Husein, figlio di Malkoč-beg.
Nel 1586 le forze sotto il comando di Ali-beg, sanjak-bey del sangiaccato di Pakrac e del fratello di Ferhad Pasha Sokolović furono sconfitte nei pressi di Ivanić Grad. Nel 1593 le forze ottomane del sangiaccato di Pakrac sotto il comando del suo sanjak-bey Džafer-beg parteciparono alla battaglia di Sisak. Il centro del sangiaccato fu trasferito a Çernik nel 1601. Il sangiaccato di Pakrac esistette fino alla conquista austriaca nel 1691 (e nominalmente fino al 1699). Il Trattato di Karlowitz finalizzò la conquista austriaca e determinò lo scioglimento del sangiaccato nel 1699.